# Mick Avory
Michael Charles Avory, detto Mick (East Molesey, 15 febbraio 1944), è un batterista britannico, componente del gruppo rock inglese The Kinks.

## Carriera

### Inizi (1962-1963)
Prima di entrare a far parte dei Kinks, nel maggio-giugno 1962, Avory suonò la batteria per due volte con un gruppo di musicisti emergenti che successivamente sarebbero diventati famosi con il nome The Rolling Stones. Anche se spesso è stato affermato che egli abbia suonato con loro in occasione del loro primo concerto svoltosi al Marquee Club il 12 luglio 1962, Avory stesso ha negato la circostanza dicendo: «Penso che Tony Chapman abbia fatto quel concerto al Marquee. Non io. Io suonai con loro solo due volte al Bricklayer Arms di Soho».

### The Kinks (1964-1984)
Avory si unì ai Kinks nel gennaio 1964, dopo che il loro precedente batterista Micky Willet aveva lasciato la band. Avory venne reclutato per rimpiazzarlo quando il management del gruppo lesse un suo annuncio di lavoro sul Melody Maker. Nonostante la sua notevole abilità tecnica, le prime incisioni dei Kinks (inclusi successi come You Really Got Me) non vedevano la presenza di Avory alla batteria; il produttore Shel Talmy preferì utilizzare musicisti di studio maggiormente esperti (come Clem Cattini e Bobby Graham) per le registrazioni in studio del gruppo fino al 1965, anche se spesso Avory forniva il suo contributo. A partire dall'estate del 1965, Mick si occupò di suonare le percussioni nella maggior parte delle incisioni dei Kinks. Il primo album a vederlo effettivamente seduto dietro la batteria fu Kinda Kinks, sebbene i suoi momenti migliori su disco siano da cercarsi in album successivi quali Village Green Preservation Society e Arthur.
Avory fu sempre considerato il membro più tranquillo dei Kinks, ed era il migliore amico di Ray Davies, il leader della band. Tuttavia, la sua turbolenta relazione lavorativa con il compagno di gruppo Dave Davies, fratello minore di Ray, causò svariate liti e risse leggendarie sul palco. Nella più famigerata di esse, svoltasi nel 1965 al Capitol Theatre di Cardiff nel Galles, Avory colpì violentemente Davies con il pedale della sua batteria (non con il piatto, che, secondo successive interviste con Avory stesso, "avrebbe finito per decapitarlo"), in risposta alla provocazione di Davies che aveva sferrato un calcio alla grancassa (si è detto per vendicarsi di una rissa della sera precedente a Taunton, apparentemente vinta da Mick). Come conseguenza, Dave Davies venne ricoverato in ospedale con diversi punti di sutura in testa.
Negli anni seguenti, i rapporti tra i due si deteriorarono sempre di più fino al punto nel quale Avory lasciò la band. D'accordo con Ray Davies, egli smise di suonare e registrare con il gruppo nel 1984, ma accettò l'incarico di dirigere i Konk Studios, dove la band e i fratelli Davies avrebbero inciso molti dei loro dischi successivi - carica che Avory ricopre ancora oggi.

A proposito dell'uscita di Avory dai Kinks, Ray Davies spiegò la situazione nel seguente modo: 
(Ray Davies)
Avory venne sostituito da Bob Henrit, ex batterista di Unit 4 + 2 e Argent.

### Periodo successivo (1985-presente)
Quando i Kinks si sciolsero nel 1996, Avory iniziò a suonare nei The Kast Off Kinks, insieme a John Dalton, Dave Clarke (nessuna parentela con il Dave Clark del "The Dave Clark Five"), e John Gosling. Da allora continua ad esibirsi con loro.
Negli anni novanta, egli formò gli Shut Up Frank con Dave Clarke, Noel Redding e Dave Rowberry degli Animals.
Avory è stato ammesso sia nella Rock and Roll Hall of Fame nel 1990 che nella UK Music Hall of Fame nel 2005, in qualità di membro dei Kinks.
Nell'aprile 2004 su richiesta degli Animals, in procinto di partire per il loro tour celebrativo del quarantesimo anno di attività, a Chip Hawkes (ex The Tremeloes) venne chiesto di formare una band da portare in tournée con loro. Hawkes mise insieme un vero e proprio "supergruppo beat". La band composta da Mick Avory, Eric Haydock (The Hollies) e Hawkes, prese il nome di The Class of 64 (in riferimento all'anno dell'esplosione della British invasion in America), allargando le sue file in seguito anche con l'entrata di "Telecaster Ted" Tomlin e Graham Pollock.
Nel 2007 Avory lasciò i Class of 64 e, insieme a Haydock, Pollock, Tomlin, e Martin Lyon, formò una nuova band chiamata The Legends of the Sixties.